# 格拉翁
格拉翁（法語：Gravon，法語發音：[ɡʁavɔ̃] ⓘ）是法国塞纳-马恩省的一个市镇，属于普罗万区。

## 地理
格拉翁（48°23'58"N, 3°7'12"E）面积7.55 平方千米，位于法国法蘭西島大區塞纳-马恩省，该省份为法国北部内陆省份，北起瓦兹省，西接埃松省、马恩河谷省、塞纳-圣但尼省和瓦兹河谷省，南至卢瓦雷省，东南接约讷省，东临马恩省和奥布省，东北接埃纳省。
与格拉翁接壤的市镇（或旧市镇、城区）包括：拉通布、维讷夫、巴卢瓦、塞纳河畔沙特奈、约讷河畔米西。

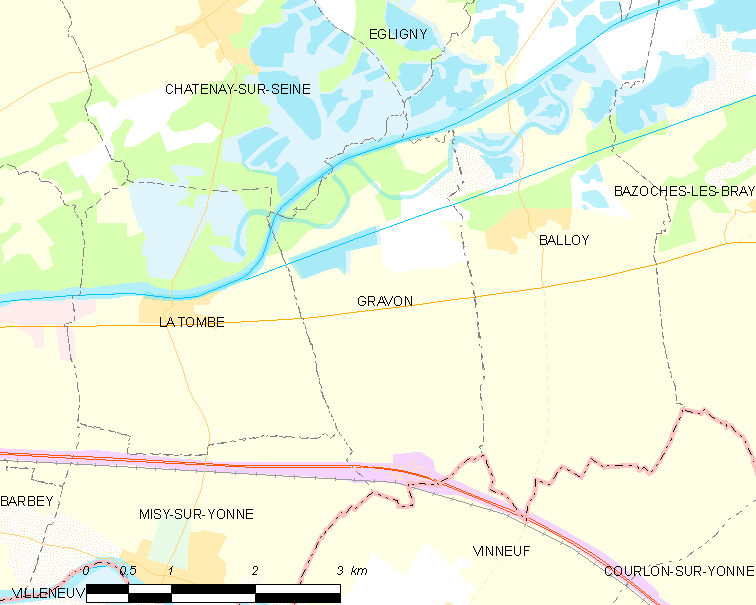
格拉翁的OSM定位图

格拉翁的时区为UTC+01:00、UTC+02:00（夏令时）。

## 行政
格拉翁的邮政编码为77118，INSEE市镇编码为77212。

## 政治
格拉翁所属的省级选区为普罗万县。

## 人口

1962-2008年间格拉翁人口变化图示

格拉翁于2022年1月1日时的人口数量为158人。